# カトリック福岡司教区
カトリック福岡司教区（カトリックふくおかしきょうく、単に福岡教区とも、英: Roman Catholic Diocese of Fukuoka）は、福岡、佐賀、熊本の3県を管轄区域とするキリスト教 カトリック教会の司教区。司教座聖堂（カテドラル）は大名町教会。

## 司教座聖堂
- 司教座 – 福岡カテドラル 大名町教会

## 沿革
- 1846年（弘化3年） - 日本使徒座代理区が設立され、横浜に代理区長館が設置される。
- 1866年（慶応2年） - 代理区長館が長崎に移転。
- 1876年（明治9年） - 5月22日、日本使徒座代理区を日本北緯使徒座代理区（現在の東京教区）、日本南緯使徒座代理区（現在の長崎教区）の2区に分割。南緯代理区は近畿、中国、四国および九州 の各地方を管轄区域とした。
- 1888年（明治21年） - 南緯代理区より近畿、中国、四国の3地方は中部代理区として独立（現在の大阪教区）。
- 1891年（明治24年） - 6月15日、南緯代理区は長崎教区に昇格。
- 1927年（昭和2年） - 3月18日、長崎教区より新設の鹿児島使徒座知牧区（現在の鹿児島教区）に鹿児島、沖縄の両県を委譲。同年7月16日、長崎教区より福岡、佐賀、熊本、宮崎、大分の5県が福岡教区として独立、パリ外国宣教会に委託された。
- 1928年（昭和3年） - 3月29日、福岡教区は宮崎、大分両県をサレジオ修道会に委託。
- 1935年（昭和10年） - 1月28日、福岡教区より宮崎、大分両県が、新設の宮崎知牧区として独立（現在の大分教区）。これ以降現在にいたるまで、福岡教区の管轄地域は福岡、佐賀、熊本の3県となった。

## 歴代司教（教区長）
- 初代 – フェルナン・チリー（パリ外国宣教会）1927年 – 1930年
- 2代 – アルベルト・ブルトン（パリ外国宣教会） 1930年 – 1941年
- （使徒座管理 - ドミニコ深堀仙右衛門 1941年 – 1944年）
- 3代 – ドミニコ深堀仙右衛門 1944年 – 1969年
- 4代 – ペトロ平田三郎 1969年 – 1990年
- 5代 – ヨセフ松永久次郎 1991年 – 2006年
- 6代 – ドミニコ宮原良治 2008年 – 2019年
- (使徒座管理区長 - ペトロ杉原寛信 2019年 - 2020年)[1]
- 7代 – ヨゼフ・マリア・アベイヤ (聖クラレチアン宣教会) 2020年 － 現在[2][3]

## 所在地・交通アクセス
〒810-0028 福岡県福岡市 中央区 浄水通6番28号（北緯33度34分31.8秒 東経130度23分34.6秒 / 北緯33.575500度 東経130.392944度）
- 地下鉄七隈線「薬院大通駅」下車